# فلوريد المنغنيز الثلاثي
 فلوريد المنغنيز الثلاثي مركب كيميائي له الصيغة MnF3، ويكون على شكل بلورات زهرية قرمزية. ويكون المنغنيز بحالة أكسدة +3 في هذا المركب.

## الخواص
- يتفاعل فلوريد المنغنيز الثلاثي مع الماء عند التماس معه في تفاعل حلمهة. لكن يوجد من المركب شكل مائي (هيدرات ثلاثية MnF3.3H2O) والتي يحصل عليها من خلال عملية بلورة للمركب في حمض هيدروفلوريك.
- إن تسخين المركب يؤدي إلى تفككه إلى فلوريد المنغنيز الثنائي.[2][3]
- يتفاعل فلوريد المنغنيز الثلاثي مع فلوريد الصوديوم أنيون سداسي فلورات التي لها بنية جزيئية ثمانية الوجوه.[4]

3NaF + MnF3 → Na3MnF6
تعطي شروط أخرى للتفاعل أعلاه نواتج مختلفة يمكن أن تطون لها الصيغة 2-MnF5 أو -MnF4. يكون لهذه الأنيونات (أيونات سالبة الشحنة) بنى خطية وطبقية على الترتيب، مع وجود روابط فلورية جسرية فيما بيتها.

### البنية
يكون لفلوريد المنغنيز الثلاثي بنية بلورية مشابهة لبنية فلوريد الفاناديوم الثلاثي، حيث أن لكليهما بنية جزيئية ثمانية الوجوه تتوسطها ذرة الفلز الموافق ولهما متوسط طول رابطة M-F مشابه. على الرغم من ذلك، فإن لفلوريد المنغنيز الثلاثي بنية مشوهة عن تلك لفلوريد الفاناديوم التي تتميز بتناظر هندسي، ويؤدي التشوه (عدم الانتظام) إلى تبني نظام بلوري أحادي الميل حسب تأثير يان-تيلر Jahn–Teller effect، وتكون أطزال الروابط Mn-F كالتالي: 1.79 و 1.91 و 2.09 Å.
أما الهيدرات الثلاثية لفلوريد المنغنيز الثلاثي فتظهر بنيتين مختلفتين وذلك اعتمادا على الصيغة -[Mn(H2O)4F2]+ [Mn(H2O)2F4] والذين لديهما المجموعة الفراغية P21/c و P21/a. على الترتيب.

## التحضير
يحضر فلوريد المنغنيز الثلاثي من معالجة محلول من فلوريد المنغنيز الثنائي في حمض هيدروفلوريك مع بغاز الفلور.
MnF2 + 0.5 F2 → MnF3

## الاستخدامات
يستخدم فلوريد المنغنيز الثلاثي في الكيمياء العضوية كعامل مفلور (إضافة الفلور). يستطيع MnF3 أن يفلور الهيدروكربونات العطرية  وحلقي البوتينات  والفوليرينات.